# Tetrastigma voinierianum
Tetrastigma voinierianum är en vinväxtart som först beskrevs av Baltet, och fick sitt nu gällande namn av Jean Baptiste Louis Pierre och François Gagnepain. Tetrastigma voinierianum ingår i släktet Tetrastigma och familjen vinväxter. Inga underarter finns listade i Catalogue of Life.